# 박창언
박창언(1958년 11월 28일 ~)은 전 OB 베어스의 재일 교포 야구 선수다. 한대화의 빈자리를 채우기 위해 영입되었으나 부진하여 시즌 종료 후 방출되었다.

## 같이 보기
- 1986년 OB 베어스 시즌